# Stakeholder

Schema dei portatori di interesse di una impresa

In economia lo stakeholder (inglese, lett. "portatore di bastone") o portatore di interesse è un soggetto o gruppo coinvolto in un'iniziativa economica, società o altro progetto, e con interessi legati all’esecuzione o dall’andamento dell'iniziativa stessa.
Fanno dunque parte di tale insieme clienti, fornitori, finanziatori (es. banche e azionisti, o shareholder), collaboratori, dipendenti, ma anche gruppi di interesse locali o esterni, come i residenti di aree limitrofe a un'azienda e le istituzioni statali relative all'amministrazione locale.

## Storia
Tale definizione fu elaborata nel 1963 presso il Research Institute dell'Università di Stanford. Il primo libro sulla teoria degli stakeholder è Strategic Management: A Stakeholder Approach di Edward Freeman, che diede anche la prima definizione degli stakeholder come «soggetti senza il cui supporto l'impresa non è in grado di sopravvivere». Secondo questa teoria, il processo produttivo di un'azienda deve soddisfare delle soglie critiche di costo, servizio e qualità che sono diverse e specifiche per ogni stakeholder. Al di sotto di una prestazione minima, il cliente cambia fornitore, i dipendenti si dimettono e i processi materialmente non possono continuare.
Con il tempo prevale il "filone etico". Nel 1984, insieme a William M. Evan in A stakeholder approach on modern corporation: the kantian capitalism, si definiscono stakeholder i soggetti che possono influenzare l'impresa oppure che sono influenzati dall'impresa. L'impresa deve tener conto anche di quanti non hanno potere diretto su processi e profitti, ma ne subiscono le conseguenze (come un impatto ambientale negativo). Il dibattito si spinge oltre, dicendo che non solo l'impresa non deve far scendere il benessere attuale delle persone, ma deve accrescere la ricchezza generale, e tener conto anche dei portatori d'interesse "passivi" che non sono in grado di condizionarla in un secondo senso: lo stakeholder è il soggetto il cui raggiungimento degli obiettivi personali dipende dall'impresa. Da Kant riprende l'idea del regno dei fini per la quale nessun uomo può essere solo un mezzo delle azioni di altri uomini, ma deve essere anche un fine; la finalità dell'essere umano è un imperativo categorico.
L'impresa è intesa come luogo di mediazione fra gli interessi talora contrastanti degli stakeholder, e camera di compensazione in cui ciascuno raggiunge i propri fini. I diritti della società prevalgono sui diritti di proprietà degli azionisti. Fra i diritti degli stakeholder primeggia il diritto alla felicità, che vincola l'impresa poiché i loro obiettivi dipendono da ciò che fa l'azienda. Nell'interpretazione di alcuni studiosi sono comprese anche le aziende concorrenti. Fino agli anni '90 l'orientamento escludeva i concorrenti perché la modellazione non entrava in dettaglio rispetto agli stakeholder; per i concorrenti gli autori della stakeholder view consigliavano un'analisi dei punti di forza e debolezza (analisi SWOT: strength weakness opportunity and threat analysis). Gli stakeholder erano pensati come un vincolo più che un obiettivo, un vincolo ai processi che devono garantire prestazioni minime di costo, servizio e qualità di prodotto e di processo per assicurarsi il loro supporto vitale. Rispettate quelle soglie critiche, il comportamento di clienti, manager e operatori è una costante. E segmentare una costante è inutile.
Nel fare strategia diviene rilevante l'ambiente esterno in generale e non un'analisi di ogni stakeholder. L'ipotesi non vale per i concorrenti, perché le loro azioni non sono attivate solo in reazione al fatto che l'impresa viene meno a standard minimi di certe prestazioni, ma anche in maniera autonoma e proattiva. Soddisfarne le esigenze e le aspettative è difficile perché: i soggetti sono di natura differente, spesso non sono chiari ai soggetti stessi gli obiettivi, spesso questi sono contrastanti.
A ciò si aggiunge un ulteriore argomento economico, secondo il quale un'impresa non può sopravvivere nel lungo periodo avendo l'opinione pubblica avversa, perché a lungo termine qualunque soggetto diventa influente e vitale, ossia stakeholder, specialmente se non è stato considerato nel passato.
Un'anticipazione di tali concetti appare in una pubblicazione edita nel 1968 dall'economista italiano Giancarlo Pallavicini, ideatore del Metodo della scomposizione dei parametri per il calcolo dei risultati non direttamente economici dell'attività d'impresa, riguardanti istanze etiche, morali, sociali, culturali ed ambientali.

## Gli stakeholder nella società per azioni
Nella gestione dell'impresa sociale diversi sono i soggetti che vanno presi in considerazione:
- azionisti di maggioranza e di minoranza;
- creditori sociali;
- dipendenti
- dirigenti
- fornitori
- clienti finali e clienti intermedi
- sindacati
- aziende competitori
- istituzioni: comuni, province, regioni, Governo, scuole, università, partiti politici
- abitanti delle comunità locali e loro aggregazioni: comitati, associazioni ambientaliste, ecc.

Esistono due tipi di stakeholder:
- stakeholder forti: come gli azionisti, senza i quali l'impresa sociale non verrebbe ad esistenza.

I vari stakeholder forti sono mossi da interessi differenti e potenzialmente in contrasto tra loro, ma tutti sono accomunati dall'assunzione di un rischio, che deriva sempre dal loro coinvolgimento diretto nell'impresa sociale.
- stakeholder deboli: soggetti che in senso lato entrano in contatto con la società. Questi dipendono da diversi fattori come per esempio il territorio in cui opera l'impresa, le dimensioni dell'impresa e i livelli occupazionali garantiti.

Gli amministratori devono orientare la propria condotta al perseguimento dell'interesse sociale.

## Critiche
Una delle prime obiezioni mosse alla teoria è di essere debole perché non fornisce metodi concreti per dire chi è stakeholder e chi no, ed usa una definizione così generale e ampia da essere generica e inutilizzabile.
Milton Friedman rigettò la "stakeholder view" e la responsabilità sociale d'impresa sul piano economico e etico. Affermò che i manager sono agenti per conto terzi e dipendenti dei proprietari-azionisti e che devono agire nell'interesse esclusivo di questi ultimi. Utilizzare il denaro degli azionisti per risolvere problemi sociali, anche dei quali l'impresa è la causa, significa fare della beneficenza con i soldi degli altri, senza averne il permesso e tassarli senza dare un corrispondente servizio (violare il principio del no taxation without representation).
Sul piano operativo, una delle alternative più note all'applicazione della "stakeholder view" è quella dell'Agenzia Europea di Investimenti Standard Ethics di Bruxelles, la quale promuove attraverso il proprio rating etico, una visione istituzionale ed europea, ovvero, una visione per la quale gli obiettivi e le strategie generali vengono tratte dalle indicazioni istituzionali, così da avere omogeneità di intenti e di percorso. Il coinvolgimento delle parti interessate, avviene in questo caso non già per definire gli obiettivi, ma per studiare il modo più consono (alla singola realtà imprenditoriale) per realizzare le strategie europee.

Robert Allen Philps nel suo libro Stakeholder Theory and Organizational Ethics fornisce una fondazione morale (non etica) alla teoria degli stakeholder, in cui difende il "principio di equità degli stakeholder" elaborato da John Rawls, e opera una distinzione fra stakeholder di diritto e di fatto. Stakeholder reali, etichettati come stakeowners (lett. "proprietari dell'interesse"). La reciprocità degli stakeholder può essere un elemento innovativo nel dibattito sulla corporate governance per l'alta direzione aziendale: la responsabilità sociale di impresa finisce per comportare anche una responsabilità d'impresa nei confronti degli stakeholder.